# 查武馬縣

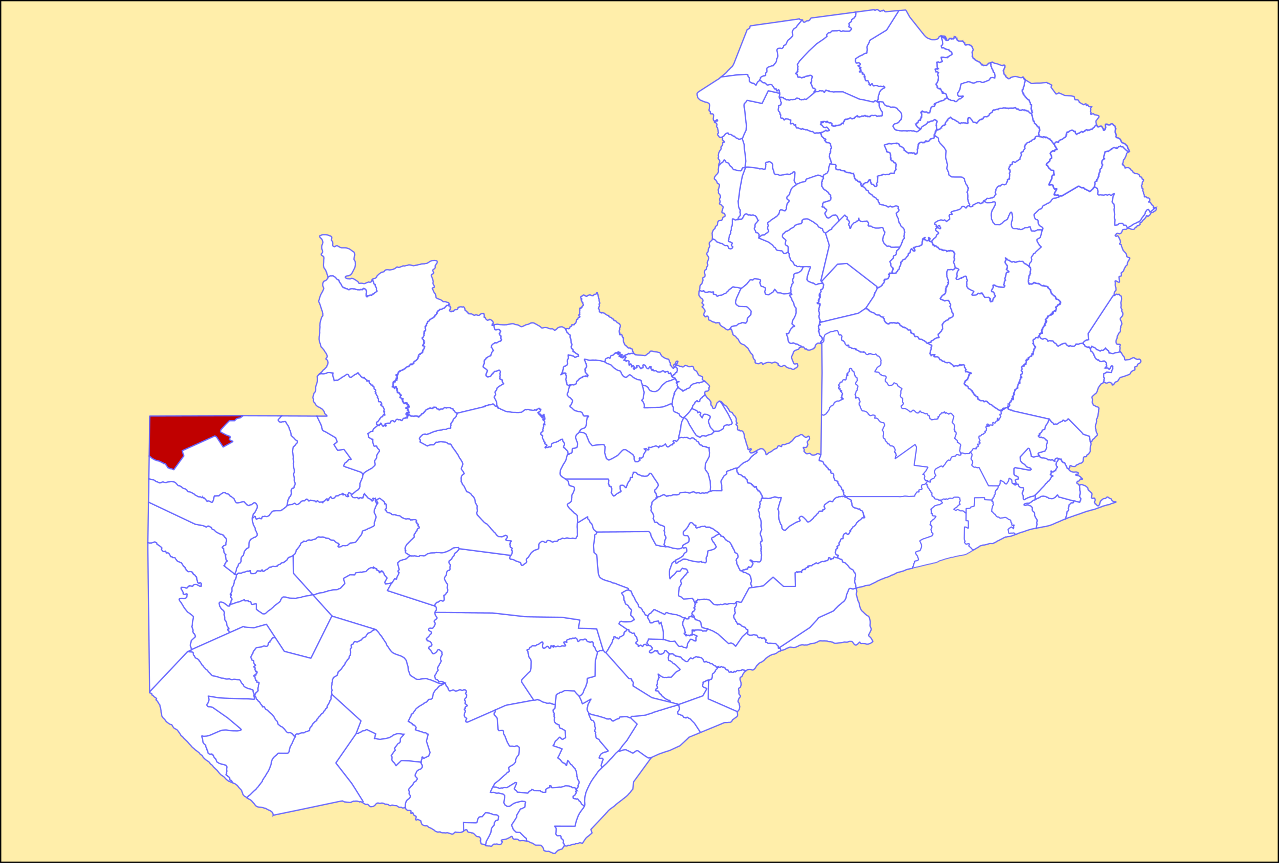

13°12′S 22°23′E / 13.200°S 22.383°E
查武馬縣（英語：Chavuma District），是贊比亞的縣份，位於該國西北部，由西北省負責管轄，首府設於查武馬，面積4,280平方公里，2010年人口35,041，人口密度每平方公里8.2人。